# Peter Ufer

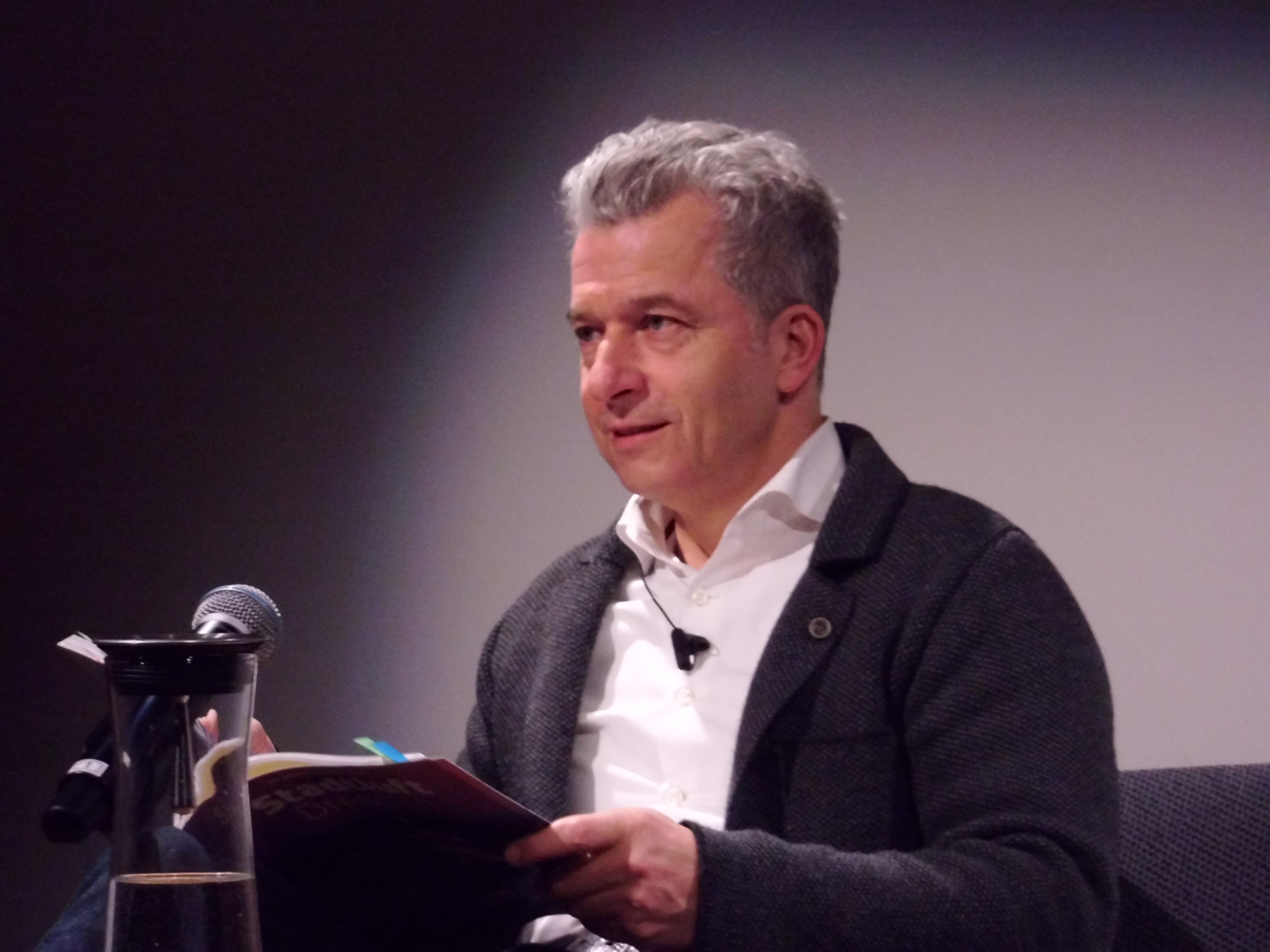
Peter Ufer bei einer Lesung in der Dresdner Zentralbibliothek, 2018

Peter Ufer (* 19. Januar 1964 in Dresden) ist ein deutscher Journalist, Autor und Moderator.

## Leben und Wirken
Ufer besuchte die EOS Bertolt Brecht in Dresden und legte dort das Abitur ab. Nach einer Lehre als Schriftsetzer studierte er in Leipzig Medienwissenschaften und Geschichte.
1989 gründete er in der Wendezeit gemeinsam mit Freunden die Südthüringer Zeitung. Seit 1993 arbeitet er für die Sächsische Zeitung. 1995 promovierte er an der Universität Leipzig zum Dr. phil. 
Ufer schrieb mehrere Bücher über Geschichte, Kultur, Sprache und Mentalität der Sachsen.
Er leitete fünf Jahre lang das Kultur-Ressort der Sächsischen Zeitung (SZ). 1996 entwickelte er die donnerstags erscheinende SZ-Beilage PluSZ. Das Magazin Augusto wurde von ihm 1997 etabliert. Im Jahre 2002 übernahm Ufer die Dresdner Abteilung der Sächsischen Zeitung und leitete von 2003 bis 2005 die Redaktion der Sächsischen Zeitung am Sonntag. Bald darauf war er leitender Redakteur der Dresdner Ausgabe der Sächsischen Zeitung.
Ufer gründete 2011 gemeinsam mit dem Schauspieler Tom Pauls das Tom-Pauls-Theater am Marktplatz in Pirna.
Darüber hinaus widmet sich Ufer Buchprojekten. Das erste Werk war die Veröffentlichung seiner Dissertation „Die Leipziger Zeitungen zwischen französischer Revolution und Befreiungskriegen“. Danach erschienen Wissensbücher, beispielsweise über das Dresdner Schloss und das Meißner Porzellan. Außerdem gab es Veröffentlichungen von etwa 100 Kolumnen für die Sächsische Zeitung, wie z. B. „Rettet uns den Gogelmosch“, sächsisch für Mischmasch. Auch schrieb Ufer eine satirische Biografie über Ilse Bähnert. Er beschäftigte sich mit dem sächsischen Dialekt und schrieb das Buch „Deutschland, deine Sachsen“.
Ufer ist seit 2003 Vorsitzender der Preisjury des Deutschen Karikaturenpreises und präsentiert jährlich die besten deutschen Karikaturen im Quartier F an der Frauenkirche Dresden.
Seit 2008 vergibt Ufer mit der Ilse-Bähnert-Stiftung das Sächsische Wort des Jahres und hält dazu eine Laudatio.
Ufer moderiert die Talkrunden „Ganz persönlich“ in Stolpen. Zu Gast waren beispielsweise die Dresdner Oberbürgermeisterin Helma Orosz, Entertainer Gunther Emmerlich, Trompeter Ludwig Güttler, Semperoper-Intendantin Ulrike Hessler, Palucca-Professorin Hanne Wandtke, der Komponist Udo Zimmermann und der Architekt Peter Kulka.

## Privates
Peter Ufer lebt in Dresden, ist verheiratet und hat zwei Kinder.

## Werke

### Bücher
- Stadtluft Dresden 3 – das Bookzin zum Durchatmen
- Stadtluft Dresden 2 – das Bookzin zum Durchatmen
- Meine Lene – eine Liebeserklärung an die Dichterin Lene Voigt
- Der neue Gogelmosch
- Stadtluft Dresden – das Bookzin zum Durchatmen
- Sachsen tafeln auf
- Der komische Gogelmosch
- Perlender Genuss – Sektgeschichten aus Sachsen
- Deutschland einig Lachland
- Die besten Witze der Sachsen
- Geschichte(n) mit Herz – 20 Jahre Herzzentrum Dresden
- Steimles Welt – mit Texten von Peter Ufer
- Deutschland ältestes Baumeisterhaus
- Meine närrsche Nachbarin – sächsische Kolumnen
- Die feine sächsische Art – Manufakturen in Sachsen
- Sächsische Schweiz gestern und heute
- Rund um Dresden für Liebhaber – 99 Orte, überraschend. anders.
- Deutschland, deine Sachsen
- Dresden von oben – Tag & Nacht
- Faszination Sächsische Schweiz
- Dresden für Liebhaber
- Der große Gogelmosch – Das Wörterbuch der Sachsen
- Rettet uns den Gogelmosch (2. Auflage) – Die Wörter der Sachsen
- Das wahre Leben der Ilse Bähnert
- Mythos Meißen: Das erste Porzellan in Europa
- Rettet uns den Gogelmosch
- Die Rückkehr des Dresdner Schlosses[2]
- Sächsisch, Dudenverlag 2023 (mit Gunter Böhnke)

### CDs
- Ilse Bähnerts Tubamania
- Tom Pauls – Die Witze der Sachsen
- Meine närrsche Nachbarin
- Deutschland, Deine Sachsen – eine respektlose Liebeserklärung
- Rettet uns den Gogelmosch: Der erlesene Wortschatz der Sachsen.
- Das wahre Leben der Ilse Bähnert
- Bericht einer Reise in die Sächsische Schweiz
- Hören Sie es riechen? Die Geschichte unseres Stollens
- Mit Uwe Steimle durch das Grüne Gewölbe in feinem Dresdner Sächsisch[4]

### DVDs
- Sächsische Filmschätze – Pirna und die Sächsische Schweiz
- Dresdner Filmschätze – Teil 4
- Dresdner Filmschätze – Teil 3
- Dresdner Filmschätze – Teil 2
- Dresdner Filmschätze – Teil 1[5]

### Programme
- Der Sachse von nebenan
- Märchenhafte Sächsische Schweiz
- Sächsische Filmschätze
- Sachsen für Liebhaber – 99 Orte überraschend anders
- Der komische Sachse
- Meine närrsche Nachbarin
- Die besten Witze der Sachsen[6]

### Spiele
- Kartenspiel – Das erste Wortspiel »Off säggs’sch«[2]